# Cameron Stafford
Cameron Stafford (* 23. März 1992 in George Town) ist ein kaimanischer Squashspieler.

## Karriere
Cameron Stafford spielte 2011 bis 2018 auf der PSA World Tour. Seine höchste Platzierung in der Weltrangliste erreichte er mit Rang 137 im Januar 2016. Er nahm an den Commonwealth Games 2010, 2014 und 2018 teil. In den Jahren 2012, 2014, 2015, 2017 und 2019 wurde er jeweils Vizekaribikmeister, dabei unterlag er im Finale stets Christopher Binnie. Mit Marlene West wurde er 2018 im Mixed Vizepanamerikameister. Bei Zentralamerika- und Karibikspielen sicherte er sich im Mixed mit Marlene West 2014 die Gold- und 2018 die Bronzemedaille.

## Erfolge
- Vizepanamerikameister im Mixed: 2018 (mit Marlene West)
- Vizekaribikmeister: 2012, 2014, 2015, 2017,  2019
- Karibikmeister im Doppel: 2023, 2024
- Zentralamerika- und Karibikspiele: 1 × Gold (Mixed 2014), 1 × Bronze (Mixed 2018)